# مونته چرینیونه
مونته چرینیونه (به ایتالیایی: Monte Cerignone) یک کومونه در ایتالیا است که در استان پزارو و اوربینو واقع شده‌است. مونته چرینیونه ۱۸٫۱ کیلومترمربع مساحت و ۶۷۵ نفر جمعیت دارد و ۵۲۸ متر بالاتر از سطح دریا واقع شده.

## خواهرخوانده
شهر رانداتسو خواهرخواندهٔ مونته چرینیونه هست.